# Теотивакан
19° 41′ 33″ N 98° 50′ 38″ W / 19.69250° С; 98.84389° З
Теотивакан (нaвт. Teōtīhuacān; шп. Teotihuacan) био је један од два највећа града претколумбовске Америке. Налази се 40 километара североисточно од града Мексика.
Име Теотивакан су дали Астеци вековима након пада града, а на језику Астека значи „где човек постаје бог“, или „град богова“.

## Један од највећих градова света
Градња Теотивакана почела је око 300. п. н. е., а пирамида Сунца је изграђена око 100.. Град је достигао зенит око 150. до 450., када је био центар утицајне културе. Када је био на врхунцу моћи имао је вероватно преко 150.000 становника. Теотивакан је представљао центар производње предмета од опсидијана, специјалног вулканског стакла, које се користило за израду сечива, стрела, мачева.
Теотивакан је успоставио економски и политички ред, какав никад пре тога није постојао. Утицај се раширио од Мексика до Централне Америке, тако да су основане нове династије у градовима Маја под утицајем теотиваканске цивилизације. Становништво града је била мешавина многих регионалних етничких група.
Централна градска авенија звала се „Авенија мртвих“. Са једне стране авеније се налазила пирамида Сунца, која је била друга по величини у Америци, иза пирамиде у Чолули. Ту су се налазили и пирамида Месеца, храм Кецалкоатла и мноштво мањих храмова и палата.
Пирамида Сунца била је посвећена Тлалоку, богу кише и саграђена је преко пећине. Пећина је похарана пре доласка Шпанаца. Пирамида Месеца је била посвећена Тлалоковој пратиљи, богињи језера и потока. Користила се као погребно место за великане.
Постоје само идеографски текстови о Теотивакану, али се град често помиње у текстовима Маја. 

## Пљачка Теотивакана
Град је опљачкан и спаљен око 700. године. По првобитној хипотези, радило се о инвазији Толтека, међутим, по новијим претпоставкама, радило се о периоду немира, када су спаљене палате богатијих становника Теотивакана.
Опадање моћи Теотивакана и његова коначна пропаст повезују се са сушним периодом од 535. до 536. године. Археолошким ископавањима откривено је мноштво дечјих костура из тог периода, са знацима неухрањености. Претпоставља се да су, уз сушу и глад, коначној пропасти града допринели ратови и унутрашњи немири.

## Претња од развоја
Археолошки парк Теотивакан је под претњом развојних притисака. Године 2004, гувернер државе Мексико, Артуро Монтиел дао је дозволу Волмарту да изгради велику продавницу у трећој археолошкој зони парка. Према Серхију Гомезу Чавезу, археологу и истраживачу Мексичког националног института за антропологију и историју (INAH), пронађени су фрагменти древне керамике на месту где су камиони одлагали земљу са те локације.
У новије време, Теотивакан је постао средиште контроверзе око Респландор Теотихуакана, масивног спектакуларног светла и звука инсталираног за стварање ноћне емисије за туристе. Критичари објашњавају да су те активности проузроковале преломе у камењу и неповратну штету, иако ће од тог пројеката бити мало користи. 

## Галерија
- Поглед спреда на Пирамиду Сунца
- Поглед са леве стране на Пирамиду Сунца
- Поглед са Пирамиде Сунца
- Поглед са Пирамиде Месеца
- Двориште палате Квецалпапалотл
- Фигурице у локалном музеју
- Пума мурал у авенији мртвих
- Мраморна маска, 3–7 век
- Серпентинска маска, 3–6 век
- Алабастерска статуа Оцелота из Теотихуакана, 5–6 век, могући ритуални контејнер за примање жртвованих људских срца (Британски музеј)[5]
- Детаљи колективног сахрањивања тих жртвованих људи као део обреда посвећења Пирамиде пернате змије (фаза Микаотли, око 200. године). У овом случају, сва сахрањена тела имала су руке везане на леђима. Огрлица је направљена од комада који симулирају људске чељусти, док су друге сахрањене жртве носиле огрлице са стварним чељустима.
- Детаљи фрески палате Атетелко, датирани у фази Холалпан (око 450–650).
- Зидна слиак у Теотивакану
- Поворка зелене птице, Храм пернатих змија